# Crêt de Surmontant
Le crêt de Surmontant est une ligne de crête longue de 4 km située dans le département du Jura, culminant à 1 060 m d'altitude.

## Géographie
Le crêt de Surmontant est situé sur le territoire des communes de Saint-Claude, Villard-Saint-Sauveur et Coiserette. Il est situé entre la vallée du Tacon à l'est et la vallée de la Bienne à l'ouest et au nord. Il domine le mont Chabot, situé au nord, d'une centaine de mètres.